# Carlo Weis
Carlo Weis (* 4. Dezember 1958 in Luxemburg) ist ein ehemaliger Fußballspieler aus Luxemburg. Weis war bis ins Jahr 2009 Rekordnationalspieler seines Landes, bis er von Jeff Strasser abgelöst wurde, der es bis zu seinem Rücktritt vom Nationalteam im Jahre 2010 auf insgesamt 98 Länderspiele brachte. 1990 wurde er als Spieler von Avenir Beggen zum Fußballer des Jahres in Luxemburg gewählt. Nach seiner Zeit als Aktiver startete er eine Karriere als Fußballtrainer.
Am 10. September 2013 wurde er nach vier sieglosen Spielen als Cheftrainer bei FC RM Hamm Benfica entlassen. Am 21. Mai 2014 verpflichtete US Rumelange, Weis als Trainer. Nach nur einer Saison wechselte er im Juli 2015 zum Rekordmeister Jeunesse Esch, wo er am 6. März 2017 entlassen wurde. Seitdem ist er ohne Posten.

## Karriere
Sein erstes Länderspiel bestritt er am 22. März 1978 (1:3 gegen Polen) mit 19 Jahren, sein letztes am 31. Mai 1998 (0:2 gegen Kamerun) mit 39 Jahren. Sein einziges Länderspieltor ist ein verwandelter Elfmeter im Spiel gegen  Portugal am 12. Oktober 1991 (Endstand 1:1). Seit dem 15. November 1995 war er luxemburgischer Rekordnationalspieler, mit seinem 78. Spiel übertraf er die Marke seines Vorgängers François Konter und baute den Rekord bis zum Ende seiner Länderspielkarriere auf 87 Spiele aus. Erst am 19. November 2008 wurde Weis’ Rekord von Jeff Strasser mit dessen 88. Länderspiel übertroffen. Ferner ist Carlo Weis einer der wenigen Nationalspieler, die mindestens 20 Jahre Nationalspieler waren. Der Finne Jari Litmanen hat mit 21 Jahren als Nationalspieler 2010 seine Dauer überboten.